# Andrej Fedjajev
Andrej Valerjevitsj Fedjajev (Russisch: Андрей Валерьевич Федяев) (Serov, 26 februari 1981)  is een Russisch ingenieur en kosmonaut.

## Biografie
Fedjajev behaalde in 2004 een ingenieursdiploma in luchttransport en luchtverkeersleiding aan de Balasjov militaire luchtvaartacademie. Na zijn afstuderen trad Fedjajev in dienst als piloot bij de Russische luchtmacht en behaalde de rang van majoor voordat hij in 2013 met pensioen ging.

## Kosmonaut
Fedjajev werd in 2012 geselecteerd als kosmonaut. Hij volgde vanaf 2012 een opleiding aan het Kosmonautentrainingscentrum Joeri Gagarin en werd op 16 juni 2014 benoemd tot testkosmonaut.
Op 15 juli 2022 werd hij toegewezen als missiespecialist bij SpaceX Crew-6 na een overeenkomst voor het wisselen van bemanningsleden tussen NASA en Roscosmos.
SpaceX Crew-6 werd op 2 maart 2023 gelanceerd als onderdeel van ISS-Expeditie 68 en 69.